# 一年戦争
一年戦争（いちねんせんそう、One Year War）は、『ガンダムシリーズ』のうち、第1作のテレビアニメ『機動戦士ガンダム』およびその外伝作品の舞台となる架空の戦争。作品中の勢力であるスペースコロニー国家・ジオン公国が地球連邦政府からの独立を果たすため宇宙世紀0079年1月3日に宣戦布告することにより始まり、それからほぼ1年後の0080年1月1日、崩壊したジオン公国に代わって新たに発足したジオン共和国政府が終戦協定に調印することによって終結する。戦後に付けられた名称であり、戦時中または戦後も別名として「ジオン独立戦争」と呼ばれる。
『機動戦士ガンダム』は、この戦争の終盤の4か月を描いた作品である。ムック『ガンダムセンチュリー』で『ガンダム』以前の一年戦争の状況が詳述され、その後に発表された書籍、OVAやゲームなどによってその内容の補足・追加がなされ、現在に至っている。なお「一年戦争」の名称は、続編である『機動戦士Ζガンダム』で設定されたものである。

## 背景
宇宙世紀元年以降、地球の人口爆発の解決策としてスペース・コロニーへの移民が行われ、一年戦争開戦前までの時点で総人口110億人のうち約半数がコロニーに移住する。しかしそれは、地球連邦政府によって半ば強制されたものでもあった。
宇宙世紀も半世紀に達する頃には、スペースノイドと呼ばれる宇宙移民たちの間で、地球に留まったままの連邦政府関係者や富裕層といった特権階級が地球を私物化し、自分たちを支配しているという不満が鬱積する。
これに応えるかのように、コロニー群の一つで月の裏側に位置するサイド3では思想家ジオン・ズム・ダイクンが現れ、コロニーの自治は可能であるとするコントリズムを提唱し、サイド3の地球連邦からの独立運動を先導する。ダイクンは志半ばで病に倒れるが、代わって同志であったデギン・ソド・ザビが公王を名乗り、サイド3をジオン公国として成立させる。
デギンの長子ギレン・ザビは、ダイクンの思想を先鋭化させてスペースノイドを扇動し、「ジオン公国の国民こそ選ばれた優良種である」という選民思想を説く。さらに地球連邦軍に対する劣勢を克服する手段として、電磁波への強力な妨害作用を持つ「ミノフスキー粒子」と、機動性と汎用性に優れた人型有人機動兵器「モビルスーツ (MS)」を軸に、軍備増強を推し進める。

## 年表
- 0079年1月3日7時20分：ジオン公国が、地球連邦政府に対して宣戦を布告し、直後に地球連邦軍に対して先制攻撃を仕掛ける。月面都市グラナダを制圧。続いてサイド1・2・4へ奇襲を敢行。NBC兵器（毒ガス兵器、GGガス）無差別使用。
- 1月4日：ジオン公国軍、サイド2のコロニー「アイランド・イフィッシュ」を定位置から移動させ、地球へ落下させる「ブリティッシュ作戦」発動。
- 1月10日：地球連邦軍の防戦によって崩壊したサイド2コロニー「アイランド・イフィッシュ」の一部が、オーストラリア大陸シドニーを直撃する。開戦からこの一連の戦いを一週間戦争と呼ぶ。
- 1月11日：サイド6、中立宣言（異説では1月17日とも）。
- 1月15日 - 16日：サイド5宙域にて、ルウム戦役が行われる。地球連邦軍第三艦隊と第一艦隊の8割が壊滅し、ランチ（連絡艇）で脱出を試みたレビル将軍が黒い三連星に捕捉され、捕虜になる。また、この戦役でシャア・アズナブル中尉（当時）はサラミス級4隻、マゼラン級1隻を撃沈し、連邦将兵から「赤い彗星」とおそれられる。
- 1月17日：ジオン公国軍、プロパガンダ放送を使い、捕虜となったレビル将軍の姿を全地球圏に公表。
- 1月22日：地球連邦軍の特殊部隊が極秘裏にレビル将軍奪還作戦を開始する。
- 1月28日：ジオン公国政府、サイド6を通し地球連邦政府に休戦条約の締結を打診。
- 1月31日：ジオン公国政府と地球連邦政府は休戦条約の交渉に臨むが、調印直前に捕虜となっていたレビル将軍がジオン本国を脱出し、ジオン公国軍の内情を暴露する「ジオンに兵なし」演説を実施。これにより連邦政府は継戦に傾き南極条約は休戦条約から戦時条約に変更、ジオン公国軍は地球侵攻作戦を開始。
- 2月1日：ジオン公国軍、地球方面軍設立を公表。
- 2月7日：ジオン公国軍、地球侵攻作戦を本格的発動。
- 2月13日：地球連邦軍、「V作戦」立案。
- 3月1日：ジオン公国軍、第1次降下作戦を開始。バイコヌール宇宙基地に宇宙基地制圧隊が降下[5]。
- 3月4日：ジオン公国軍、オデッサに、マ・クベを中心とした公国軍資源発掘隊が降下[5]。
- 3月11日：ジオン公国軍、第2次降下作戦にてキャリフォルニアベースを無血制圧[5]。
- 3月18日：ジオン公国軍、第3次降下作戦にてニューギニアおよびオセアニアに降下。オセアニアは制圧。東南アジアは戦闘継続[5]。
- 4月1日：地球連邦軍、V作戦、ビンソン計画を発動。
- 4月4日：ジオン公国軍、北アフリカに補充部隊が降下[5]。
- 5月9日：地球連邦軍のセモベンテ隊が北米アリゾナのジオン公国軍第67物資集積所を襲撃。連邦軍所属陸戦型ザクII（鹵獲機）がジオン公国軍のザクIを撃破する。直後、ジオン公国軍モビルタンク「ヒルドルブ」と交戦し、全滅[6]。
- 5月17日：ジオン公国軍、宇宙要塞ソロモン機能開始。
- 6月：ジオン公国軍、後にサイコミュ技術を開発するフラナガン機関設立。
- 6月：ジオン公国軍、ア・バオア・クー、ソロモン、グラナダの各方面軍守備隊を統合して新たに本土防衛総軍を編成。これを絶対国防圏の最終防衛線として整備を終える。
- 7月：地球連邦軍、エネルギーCAP技術確立。ビームライフル発明。プロトタイプガンダムロールアウト。
- 7月：地球連邦軍極東方面軍、第1機械化混成大隊（通称・コジマ大隊）を編成する[7]。
- 7月25日：地球連邦軍欧州方面軍、ドーバー海峡に追い詰められる。残存機甲部隊、反転攻勢に失敗し、戦力の半数を失う[8]。
- 8月：地球連邦軍、ガンダムNT-1開発開始。
- 9月2日：ミネバ・ラオ・ザビ誕生。
- 9月15日：地球連邦軍のホワイトベース、サイド7にてガンダムを含む試作モビルスーツを受領するためジャブローを出航。しかし、シャア・アズナブル少佐（当時）率いる部隊に捕捉される。
- 9月18日
  - 時刻不明：地球連邦軍のホワイトベースサイド7、1バンチに入港。
  - 8時00分：ジオン公国軍のシャア少佐指揮下の偵察部隊がサイド7、1バンチに侵入。
  - 9時15分：同所にて史上初の両軍独自のモビルスーツ同士による戦闘が行われ、ガンダムがザクII 2機を撃破。
  - 16時20分頃：地球連邦軍のホワイトベース、サイド7を出港。
- 9月20日：地球連邦軍のホワイトベース、ルナツー入港。シャア少佐補給を受ける[9]。
- 9月22日：地球連邦軍のホワイトベース、ルナツー出港。
- 9月23日：地球連邦軍のホワイトベース、ガンダム、並びにシャア少佐の搭乗するコムサイが大気圏に突入。シャアの攻撃によってホワイトベースはジオン勢力圏の北米大陸に降下。
- 10月1日：地球連邦軍のホワイトベース、マチルダ・アジャン率いるミデア輸送隊と接触。
- 10月4日：ニューヤーク（シアトル説もあり）での戦闘にてガルマ・ザビ大佐戦死。
- 10月6日：サイド3のズム・シティにてガルマ・ザビ国葬。ジオン公国総帥ギレン・ザビが全地球規模の演説を行う。
- 10月30日：ジオン公国軍、マッドアングラー隊創設。
- 10月6日 - 11月6日：地球連邦軍のホワイトベース、ランバ・ラルの部隊と数次にわたり交戦[10]、これを撃退。
- 11月：地球連邦軍高官、エルラン中将と部下ジュダックがジオン公国軍のマ・クベに内通していることが発覚。逮捕される[11]。
- 11月7日：地球連邦軍のホワイトベース、黒い三連星と交戦し、これを撃破。地球連邦軍がオデッサ作戦発動。
- 11月9日：ジオン公国軍、最終防衛線を突破される。敗残部隊はオデッサから各地へ逃亡。ジオン公国軍地球侵攻部隊司令官マ・クベ大佐、宇宙へ離脱後、南極条約を破り水爆ミサイルを発射するも、地球連邦軍のガンダムによって撃墜され失敗[12]。ジオン公国軍欧州制圧軍司令官ユーリ・ケラーネ少将、気化爆弾（核爆弾説あり）を使用し、アジアに撤退。
- 11月10日：ジオン公国軍総帥部、オデッサ鉱山地帯の放棄を発表[13]。オデッサ作戦、終了する。
- 11月18日：地球連邦軍のホワイトベース、ベルファスト基地に入港。
- 11月21日：ジオン公国軍諜報員107号ミハル・ラトキエ、ベルファスト基地にて地球連邦軍ホワイトベースに潜入。
- 11月22日 - 24日：地球連邦軍のホワイトベース、大西洋上にてマッド・アングラー隊と交戦。
- 11月27日：地球連邦軍のホワイトベース、ジャブローに到着。
- 11月30日：ジオン公国軍のシャア大佐率いるマッド・アングラー隊がジャブローの入り口を発見する。キャリフォルニアより部隊を派遣してジャブローに対する攻撃を始めるものの失敗。また基地に潜入した工作部隊が地球連邦軍のモビルスーツ工場の破壊工作を実施するも失敗。突入・降下部隊もほぼ全滅。
- 12月2日：ホワイトベース、ジャブローを発進、第4艦隊隷下の囮「第13独立部隊」となって単艦で月へ向かう。その間に宇宙艦隊の主力部隊はジャブローを発進、ルナツーに向かう。
- 12月3日 - 5日：地球連邦軍のホワイトベース、ジオン公国軍キャメルパトロール艦隊と交戦、これを撃破。
- 12月5日：地球連邦軍、アフリカおよび北アメリカ大陸における大規模なジオン公国軍掃討作戦を開始。地球上のジオン公国軍は宇宙への撤退を開始。
- 12月9日：ジオン公国軍サイクロプス隊、地球連邦軍北極基地襲撃。
- 12月14日：地球連邦軍、チェンバロ作戦発動。
- 12月16日：ジオン公国軍が極秘に開発していたエルメス試作機完成。
- 12月19日：サイド6にてジオン公国軍のサイクロプス隊、ケンプファーが地球連邦軍の駐留部隊軍と交戦（ルビコン計画）するが撃破される。バーナード・ワイズマン伍長を残し他隊員戦死。
- 12月22日：ジオン公国サイド3のコロニー「マハル」にて住民の強制疎開が行われる[14]。
- 12月24日：地球連邦軍、ソロモン攻略戦を開始。モビルアーマービグ・ザムの攻撃によりティアンム中将（提督）が戦死し、ワッケイン少佐（ルナツー司令）ら以下多数が戦闘により戦死する。翌日制圧完了。ドズル・ザビ中将戦死。制圧後、名称をコンペイトウに変更。
  - ジオン公国軍、フラナガン機関の少年・少女候補生（実態としては実験体）たちだけを乗せたコムサイが、大気圏に突入。母艦のムサイは撃沈される。
- 12月25日：コンペイトウ宙域の地球連邦軍艦艇に対する正体不明の攻撃が発生。ギレン・ザビ総帥、デギン・ザビ公王よりソーラ・レイ計画に関する裁可を受ける。
  - サイド6にてジオン公国軍のバーナード・ワイズマン伍長がザクⅡ改でガンダムNT-1(パイロット:クリスチーナ・マッケンジー中尉)と交戦（クリスマス作戦）。ワイズマン伍長戦死、ガンダムNT-1は中破。
- 12月30日21時05分：ジオン公国軍、ソーラ・レイ発射。デギン公王、レビル将軍死亡。地球連邦軍艦隊、3分の1壊滅。
- 12月31日
  - 0時00分：地球連邦軍、星一号作戦の強行を決定。
  - 1時17分：ジオン公国ギレン総帥、出陣演説を行う。ジオン公国軍将兵の士気が頂点に達する。
  - 5時00分：地球連邦軍、残存艦隊の再編成を完了。
  - 8時10分：地球連邦軍、パブリク隊による第1波攻撃を開始。ア・バオア・クー攻略戦開始。
  - 9時25分：ア・バオア・クーの司令室において、ジオン公国軍のキシリア・ザビ少将がギレン総帥を射殺。
  - 9時40分：ア・バオア・クー防衛宙域Nフィールドにて、ジオン公国軍ドロス級大型空母1番艦「ドロス」撃沈。
  - 10時10分：同じく防衛宙域Sフィールドにて、ジオン公国軍ドロス級大型空母2番艦「ドロワ」撃沈。一部の部隊は、暗礁宙域・小惑星に向かうため戦線離脱を開始。
  - 12時05分：ジオン公国軍キシリア少将、ア・バオア・クーから脱出を計るも、乗艦のザンジバル級機動巡洋艦が連邦軍艦艇（サラミス級）により撃沈される。キシリア少将死亡[15](シャアアズナブル大佐に殺害されたという説もある。)、ザビ家は事実上壊滅。
  - 12時30分頃：ホワイトベース乗組員が避難後、座礁したホワイトベースが撃沈される。
  - 18時00分：ジオン公国ダルシア・バハロ首相、デギン公王生前からの内密の依頼により、ジオン公国を共和制に移行。サイド6を通じて地球連邦政府へ終戦協定の締結を打診。
- 0080年1月1日15時00分：月面都市グラナダにて、地球連邦政府とジオン共和国政府の間に終戦協定が締結される。

### 設定の変遷
現在の設定では、一年戦争（ジオン独立戦争）の期間は宇宙世紀0079年1月3日から0080年1月1日までとされているが、この設定が確立したのは『機動戦士ガンダム』放送から10年後のことであった。
『機動戦士ガンダム』の劇中ではあまり年月日を言う場面はなく、第1話から第11話までの冒頭のナレーションで戦争は宇宙世紀0079年に始まり、第1話時点ですでに開戦から8ヶ月以上経過、そして最終話ラストで0080年に終戦協定が結ばれたとナレーションが締めくくっている程度である。
宇宙世紀の年表が初めて公表されたのは、『機動戦士ガンダム』放送中に刊行された『機動戦士ガンダム 記録全集1』（1979年12月）に掲載された「ガンダム年表」である。この年表において、宇宙世紀0001年から一年戦争直前まではおおむね現在のものと変わっていない。ただしこの年表では、ジオン公国軍の侵攻が0078年のジオン・ズム・ダイクンの10回忌をもって開始されたとしている。また緒戦は「三日戦争」と呼ばれ、地球に落着したスペース・コロニーは約40基以上、南極条約の締結は0078年12月とするなど、現在の設定とは異なる。
雑誌『アニメック』第9号に掲載された、テレビ放送終了直後の富野喜幸へのインタビューの中で、富野は終戦を現在の設定と同じ0080年1月1日と明言している。しかし当時は広く浸透することはなかった。
ムック『ガンダムセンチュリー』（1981年）では、開戦を0079年11月1日、地球上陸作戦を0080年1月、ホワイトベースのサイド7入港が同年8月とされており（終戦の日付は明確にされていない）、『記録全集1』や現在の年表とも異なるが、地球に落下したコロニーは1基とされ、「ブリティッシュ作戦」という名称も同誌によって設定された。
『モビルスーツバリエーション』（1984-1985年）の設定では、開戦を0079年1月とし、南極条約締結は1月31日、地球侵攻作戦開始は3月1日、ガンダムの初陣は9月18日とされるなど、現在の年表に近づいている。また緒戦は小説版を原典とする「一週間戦争」と呼ばれている。しかし終戦は0080年1月26日とされるなど、まだずれがある。
書籍『ENTERTAINMENT BIBLE』シリーズ（1989年-1994年）では、伸童舎により一年戦争以降を含む宇宙世紀年表が設定され、これにより先述の一年戦争の期間も確立された。この年表が現在に至るまで基本となっている。また一年戦争においては、同シリーズの『戦略戦術大図鑑』（1991年）によってさらに詳細な年表が追加されている。なお同シリーズの第1作『一年戦争編』が発行された1989年は、映像作品では初の一年戦争の外伝作品である『機動戦士ガンダム0080 ポケットの中の戦争』が発表された年でもある。
漫画・OVA『機動戦士ガンダム THE ORIGIN』（2001年-）では、一年戦争以前のサイド3と地球連邦との対立や、その後の開戦までの流れが詳細に描かれた。ただし作者の安彦良和による独自の解釈も含まれており、またルウム戦役の日付（後述）、ジャブロー攻防戦とオデッサ作戦の時系列の逆転など、従来の年表と異なる部分もある。
ジオン公国の勝利後の世界を舞台とした『機動戦士Gundam GQuuuuuuX』（2025年）は後半の展開が全く異なっており、作品項目を参照のこと。

## 経過

### 緒戦期

#### 一週間戦争
宇宙世紀0079年1月3日午前7時20分、ジオン公国は地球連邦政府に対して突如宣戦を布告する。
その直後、ジオン軍のドズル艦隊モビルスーツ部隊は、各サイドに駐留する地球連邦軍艦隊を攻撃。キシリア艦隊に属するモビルスーツ部隊は、月面都市グラナダを制圧。各軍の攻撃・制圧終了後、地球連邦側に立ったサイド1、2、4の各スペースコロニーを急襲。住民をNBC兵器で虐殺し、その際にサイド2のコロニー1基を地球に落下させ、未曽有の被害をもたらすこととなった（ブリティッシュ作戦）。この1月10日までに行われた戦いは特に一週間戦争と呼ばれ、全人類110億人のうち55億人が死亡した。

##### ブリティッシュ作戦
ブリティッシュ作戦の名称は、植民地（コロニー）を喪失したことで大英帝国が衰退した故事にちなんだものとされる。
南アメリカ大陸のジャブローにある地球連邦軍総司令部は、天然の地下空洞を利用した難攻不落の大要塞であった。ジオン公国はこれを撃滅する方法としてスペースコロニーを落下させる事を決定した。
宇宙世紀0079年1月4日、サイド2の第8番コロニー「アイランド・イフィッシュ」に核パルスエンジンを装着して正規の軌道から離脱させ、地球へ落下させるコースへ移動させた。
落下目標はジャブローであったが、落下軌道をとるコロニーに対して地球連邦軍はティアンム艦隊による直接攻撃や地上からの核ミサイルの発射など迎撃を加え、コロニーをアラビア半島上空で崩壊させジャブローへの直撃だけは阻止することに成功した。
しかし1月10日、地球連邦軍の迎撃で崩壊したコロニーの残塊が相次いで地球に落下。大きく3つに崩壊したコロニーの内、ベイ部分はオーストラリアのシドニーに、残りの部分はバイカル湖、北米大陸にそれぞれ落着した。
これによってオーストラリア大陸の16パーセントが消滅し、特に落下地点のシドニーはほぼ跡形なく消滅、シドニー湾と呼ばれる直径500kmのクレーターができた。崩壊の際に発生した無数の小さな破片は、ユーラシア大陸やアメリカ大陸など地球全土に降り注いだ。さらに2次被害として衝撃波、津波、異常気象などが発生し、地球に対して長年にわたって多大な悪影響を及ぼし続けた。また、地球の自転速度すら1時間あたり約0.1秒速めたとされる。

#### ルウム戦役
先の一週間戦争ではジャブローの破壊という最大の目標を果たせなかったため、ジオン軍はコロニーのジャブローへの落下を再度目論み、それまで攻撃を仕掛けていなかったサイド5－ルウムへの侵攻を決定する。
その情報をキャッチした地球連邦軍は、1月15日に出撃可能な艦艇をかき集めてジオン軍に総力戦を挑んだ。
OVA『機動戦士ガンダム MS IGLOO』では、実はコロニー落としそのものは地球連邦軍艦隊を誘い出すための囮であり、ルナツーなどに残存していた地球連邦軍宇宙艦隊の壊滅こそ真の目的だったという解釈が取られている。戦闘開始直前には、ギレン・ザビがジオン軍将兵に向けて「諸君、歴史を生むべし」と演説した。
戦力比はジオン1に対し連邦3。戦闘開始直後は艦隊戦で有利にたった連邦軍だが、その主力は宇宙戦艦やセイバーフィッシュなど宇宙戦闘機であり、戦闘中盤でジオン軍がモビルスーツを投入すると、徐々に押されていく。
さらには、大破した地球連邦軍艦隊の旗艦・マゼラン級戦艦アナンケからレビル将軍が脱出に用いたランチが、ジオンのモビルスーツ部隊「黒い三連星」の乗るザクIIに拿捕され、レビル将軍はジオン軍の捕虜になってしまう。一方で、この戦闘でジオン軍は試作艦隊決戦砲・QCX-76Aヨルムンガンドを実戦投入したが、照準補正用の観測データが送られなかったために大きな戦果を上げることが出来なかった。
結局この戦いは、ジオン軍がモビルスーツの活用により3倍の戦力差を跳ね返して優位に立ち、地球連邦軍宇宙艦隊はほぼ壊滅した。地球連邦軍は前代未聞の大敗を喫し、宇宙でジオン軍の大規模行動を阻止することは不可能になった。一方、ジオン軍はレビルを捕虜に取るなど予想以上の戦果を挙げたが、ジオン側の損耗もまた大きかった。
ジオンは先のコロニー落としとルウム戦役での戦果を背景に地球連邦政府と和平交渉に臨み、戦争の早期終結を図った。事実上の無条件降伏に等しい要求を行ったジオンだったが、連邦軍によるレビル将軍の奪還成功とレビル将軍による「ジオンに兵なし」の演説などによりその意図は頓挫する。
また、この戦いの際にシャア・アズナブル（当時中尉）が、自身のパーソナルカラーである赤に塗装された指揮官用ザクIIに搭乗し、地球連邦軍の戦闘艦艇5隻を撃沈するという戦績を挙げている。これにより彼は二階級特進し、少佐となった。それ以後シャアは自機のパーソナルカラーから「赤い彗星」の通り名で呼ばれ、地球連邦軍に恐れられることとなる。

##### 『機動戦士ガンダム THE ORIGIN』でのルウム戦役
漫画『機動戦士ガンダム THE ORIGIN』では、「ルウム編」で開戦からジオン軍大勝までの経緯が詳細に描写されている。なお、日付は従来の設定と異なり、宇宙世紀0079年1月23日となっている。
ジオン軍のルウム進撃の意図を察知した地球連邦軍は、ルウムに駐留するティアンム中将指揮下の宇宙軍第2艦隊（以下ティアンム艦隊）に先発隊としてジオン艦隊迎撃を命じると共に、地球から宇宙軍第3艦隊を増援として打ち上げ、これをレビル中将を指揮官としたルナツー駐留の宇宙軍第1艦隊に合流させた連合艦隊（以下レビル艦隊）を本隊としてルウムへ向けて進発させた。その戦力は、ティアンム艦隊がマゼラン級戦艦15隻、サラミス級巡洋艦45隻、レパント級ミサイルフリゲート22隻、コロンブス級輸送艦6隻、戦闘機は16飛行隊224機など、ほぼジオン艦隊全軍に匹敵し、レビル艦隊はその3倍とされる。一方のジオン軍は、艦船数は1/3(ORIGINアニメ版では1/4)のうえ、マゼラン級を凌ぐ火力を持つ戦艦がグワジン級戦艦「グレート・デギン」1隻のみと圧倒的に不利な状況だった。
この事態に艦隊総司令官ドズル中将は、御前会議で「全艦隊を持って先発のティアンム艦隊を叩く」という作戦を伝えるが、実は連邦軍を欺くための芝居で真の狙いは主力のレビル艦隊にあった。この情報は連邦軍へリークされ、ルウムへの攻撃はないと判断した連邦軍はティアンム艦隊を全軍出撃させてしまい、レビル艦隊もジオン軍との艦隊決戦に急行することに決した。その結果ルウムはほぼ無防備な状態におかれた。
ティアンム艦隊がルウムから遠ざかったのを見計らったジオン軍は、密かに赤い彗星ことシャア・アズナブル中尉率いるモビルスーツ部隊（特別機動大隊）を派遣し、各バンチにあるベイを次々と破壊していった。ルウムからの救援要請が連邦軍艦隊に届いたのは、ドズル中将率いるジオン艦隊と先発のティアンム艦隊がまさに戦端を開こうとする直前だった。そのため、レビル艦隊は決戦を前にルウム救出のためワッケイン、カニンガム両将に艦隊の半分を割いて向かわせざるを得なくなり、レビル本隊とジオン艦隊の戦力比はほぼ3対1となる。同じ頃、ア・バオア・クー要塞から出撃した黒い三連星ことミゲル・ガイア中尉率いるモビルスーツ部隊（特別急襲大隊）は月を迂回して密かにレビル艦隊の後方へと回りこんでいた。
その後ティアンム艦隊とドズル中将率いるジオン艦隊の砲撃戦が始まり、序盤は火力で勝るティアンム艦隊がジオン艦隊を圧倒していたが、ジオン艦隊は巧妙に敗走と見せかけて散開。殿軍部隊が時間を稼いでいる間に、ティアンム艦隊を迂回して全速力で後方のレビル本隊へと向かった。このときティアンム中将は高濃度のミノフスキー粒子散布下でレーダーが使えないこともあってジオン艦隊の偽装を見抜けず、みすみす敵主力の転進を許してしまう。
ティアンム艦隊の後方で再集結したジオン艦隊は、「ジオン軍敗走」の報に油断しきっていたレビル艦隊に突入する。最初の一斉射でレビル将軍搭乗の旗艦アナンケが被弾し大破。それによって指揮系統が麻痺し連邦軍は大混乱に陥る。同時にレビル艦隊の後方に潜んでいた黒い三連星率いるモビルスーツ部隊を投入し連邦軍艦を次々と撃沈していった。レビル将軍は旗艦アナンケが撃沈され、ランチで脱出したところを黒い三連星により拿捕され捕虜となった。この時点でレビル艦隊はほぼ壊滅していた。
一方、陽動作戦でルウムへおびき出されたワッケイン、カニンガム両将の分艦隊はルウム目前の宙域でシャア中尉率いるモビルスーツ部隊の待ち伏せにあい、なす術もなく壊滅。このときシャア中尉は、パーソナルカラーの赤いザクIIを駆ってワッケイン少将の乗るマゼランを含む戦艦5隻、巡洋艦1隻の合計6隻を単独撃沈したことでルウム戦役最大の英雄となる。
この頃、ティアンム艦隊はジオン本国－サイド3へ進撃を続けていたが、レビル艦隊の危機に気づき撤退したためジオン軍勝利が確定した。実は、ティアンム艦隊の前方には観戦のため出陣していたデギン公王のグワジン級戦艦「グレート・デギン」1隻とムサイ級軽巡洋艦2隻しかおらず、ジオン本国はほぼ丸腰の状態だった。
この戦いで地球連邦軍は宇宙戦力の80%を喪失し、制宙権はジオン軍の手に帰すこととなる。
なお、ルウム戦役終了後もルウム－サイド5では一部のコロニーでジオン軍へ抗戦していたが、ガルマ・ザビ少佐率いる空挺部隊によって制圧され、その後テキサス・コロニーを除く全てのバンチが破壊されたためルウム－サイド5は壊滅した。

### 膠着状態

#### 南極条約の締結
緒戦における圧倒的な勝利を後ろ盾に、ジオン公国政府は地球連邦政府に休戦条約の南極条約を持ちかけた。名前の由来は条約が締結された地、南極に由来する。
ジオン公国軍は一年戦争の緒戦である一週間戦争からルウム戦役において、連邦軍本部であるジャブローの壊滅こそ失敗したものの、地球連邦宇宙軍随一の名将レビル将軍を捕虜にするなどの大勝利をあげた。これをふまえたジオン軍の主張は事実上の降伏勧告であり、地球連邦軍にはこれ以上の抗戦を行う戦力が残っておらず、条約を呑む以外に道はないと思われた。しかし、捕虜の身にあったレビル将軍が連邦軍の特殊部隊により救出され、条約締結のための会合が開かれていた正にその時に全地球規模での「ジオンに兵なし」演説を行い、ジオン軍の内情を暴露しあくまでジオンに対する徹底抗戦を主張した。なお、漫画『機動戦士ガンダム THE ORIGIN』では、レビルの救出に際しては戦争継続を望むキシリアの一派やレビルの解放により早期終戦を願うデギン・ソド・ザビが裏で手を回したと取れる描写が存在する。
この演説で事態は一変し、ジオン公国は停戦協定をあきらめ、戦時条約の締結に変更された。0079年1月31日に締結された南極条約は、捕虜の取り扱いや核兵器の使用禁止などを定めた内容となった。
内容
1. 大量破壊兵器の使用禁止
  - NBC兵器の使用および大質量兵器（コロニー落としや小惑星落下など）使用の禁止
  - 核ミサイルの設計図の公開

2. 特定地域および対象への攻撃禁止
  - サイド6等の中立宣言地域での戦闘禁止
  - グラナダを除く月面都市への攻撃禁止
  - ヘリウム3を運搬する木星船団（木星エネルギー船団）への攻撃禁止

3. 捕虜の待遇に関する取り決め
  - 階級による区別や食事・尋問方法など捕虜の取り扱いに関する事項

しかし、条約が締結されたが核兵器についてはオデッサ作戦終盤において、ジオン側の司令官マ・クベ大佐が条約に反して連邦軍に水爆ミサイルの使用を宣言。実際に発射するも、ガンダムの活躍により弾頭を無力化されて事無きを得ている（TV版）。この戦いでは欧州方面軍師団長ユーリ・ケラーネ少将も、オデッサからの撤退にあたって気化爆弾（描写はモビルスーツが蒸発するほどの核爆発）を使用した。また、直接的な核攻撃ではないが、地球連邦軍の極東方面軍に属する独立機械化連隊の連隊長イーサン・ライヤー大佐は、ラサ基地破壊の為に坑道内に於けるトラップの存在を承知の上で陸戦型ジムを多数突入させ、友軍モビルスーツの核融合炉誘爆による核爆発を意図的に起こそうとしている。
また、生物兵器については、ジオン公国が生態系破壊を目的とした生物兵器アスタロスを開発していた。末期にはキリング中佐がルビコン計画のために独断でサイド6に向けて核ミサイルの使用を画策する等。サイド6は表向きは中立区としてジオン・連邦軍に対して入港を許可しているが、連邦軍はガンダムNT-1の開発施設、ジオン軍はNT研究施設フラナガン機関を設置している。捕虜については拷問に近い尋問や、情報流出防止の為の捕虜殺害が行われたケースがあった。
地球連邦政府とジオン公国との間で戦時条約として結ばれた本条約は一年戦争の終結と共にその効力を終了しているが、後に勃発した諸紛争においてもその基本概念は地球圏における戦闘でのタブーとして不文律的に扱われることになった。一例に、一年戦争後の宇宙世紀0083年10月31日におけるデラーズ・フリート（ジオン軍残党）司令官エギーユ・デラーズ中将の演説がある。デラーズは、核弾頭を搭載した連邦軍のガンダム試作2号機を「南極条約違反」と糾弾した。ただしデラーズは作中で「連邦と一年戦争の終結を決めたのはジオン公国と関係ないジオン共和国であり、一年戦争は継続中である」と演説しており、既に一年戦争は終結したと考える連邦とは主張が異なる。運用前提である試作2号機の核は、実際のところは南極条約に違反する行為であるが、連邦軍の優位性を確立するためにはやむなしとされた。『機動戦士ガンダムUC』においては、「袖付き」が単なるテロリスト集団として扱われ、南極条約の適用外とみなされている事が描写されている。

#### 地球侵攻作戦
戦争は1か月で終わると見込み、部下達にも豪語していたギレン・ザビの計画は破綻した。講和に持ち込むことも独立を認めさせることもできず、長期戦になると判断したジオン軍は速やかに地球侵攻作戦の決行を決定した。地上侵攻の総指揮はギレン総帥の命令によりキシリア・ザビがとり、地上戦線は「重力戦線」と命名された。
3月1日、第1次降下作戦が開始される。第1地上機動師団と宇宙基地制圧隊がコーカサス地方のオデッサ・バイコヌールに降下、3月4日にもマ・クベ率いる資源発掘隊が天然資源の多いカスピ海および黒海沿岸部に降下して占領する。この降下はHLVで行われた。連邦軍宇宙艦隊は降下を妨害しようとしたが、ジオン軍護衛艦隊に撃退された。3月11日の第2次作戦では第2・3地上機動師団が北米大陸に降下し、後の一大拠点となるキャリフォルニアベースをはじめとした大部分を占領。引き続く3月18日の第3次降下作戦では、第4地上機動師団がアジア・オセアニアに降下し、アジアの拠点の一つペキンを占領。さらに別の作戦でアフリカ・キリマンジャロも勢力下に置いた。地球の半分がジオン軍に占領されたという。4月下旬、ジオン軍総帥部は「遅くとも8月までには地球全土を掌握できる」と宣伝した。
しかし、ジオン軍総帥部の思惑はまたしても外れた。モビルスーツを持たない連邦軍は61式戦車や対MS重誘導弾を装備した歩兵でザクに挑み、大損害を出しつつもジオン軍の進撃速度を遅らせ続けた。極東方面と欧州方面での連邦軍の抵抗は激しく、連邦軍欧州方面軍が壊滅したのは7月下旬だった。欧州方面軍はなおも屈せず、イギリスや北欧に拠点を移して抵抗を続けている。極東では、一年戦争最終盤まで連邦軍とジオン軍の戦闘が続いた（第08MS小隊）。中央アジアは中立地帯とされているが、実際にはジオン軍が優勢であった。アフリカではジオン軍が各地に鉱山基地や拠点を築くものの大陸全体を制圧することはできず、連邦軍とジオン軍の戦線が形成された。
このように、ジオン公国軍は連邦軍総司令部ジャブローの入り口を確定できないこともあって決定的勝利をつかみきれず、各地で両軍の攻防作戦や地元ゲリラなどの小競り合いが続いた。北アメリカ大陸ではジオン軍の戦線が拡大して戦力が分散した結果、局所的には連邦軍が制空権を握っていた。一方で両軍の末端部隊が孤立し、アムロ・レイの実家周辺のように戦線が入り組んだ地域もある。特にジオン軍は補給線が伸び切ったために物資が末端まで届かないことが起こるようになり、完全に環境調整されたスペースコロニー育ちにとって慣れない地球の生活に直面した。
戦局を打開すべく、ジオン軍は各地拠点でモビルスーツ部隊、陸上部隊、航空部隊の戦力増強並びに新型モビルスーツ、拠点攻略及び防衛用のモビルアーマーの開発を行った。対する地球連邦軍ではレビル将軍ら改革派が大艦巨砲主義にこだわり続ける反対勢力を振り切り、ジオン軍のモビルスーツに対抗するためのV作戦を4月1日に発動した。モビルスーツの開発を主とするRX計画と、一週間戦争及びルウム戦役で失われた艦隊を再編成するための建艦計画であるビンソン計画を同時進行させ、戦力の増強と一大反攻作戦のチャンスを狙っていた。このように連邦軍は独自のモビルスーツを開発する一方、鹵獲ザクを運用した特殊部隊を編成し、各地のジオン軍補給拠点を襲撃する。7月には極東方面に第1機械化混成大隊（通称コジマ大隊）が設立され、連邦軍のモビルスーツ運用体制は整いつつあった。

### 地球連邦軍の大反攻作戦期（主にアニメで描かれた部分）

#### サイド7遭遇戦
9月18日、地球連邦軍唯一の宇宙基地であったルナツーに近いサイド7にて、極秘にテストを行っていた地球連邦軍の試作モビルスーツ群が、シャア・アズナブル少佐指揮下のモビルスーツ偵察部隊に発見され襲撃を受ける。
この時、RX計画によって試作されていた機体の多くを破壊されるが、試験のため稼働待機状態にあった試作モビルスーツ「ガンダム」に偶然民間人の少年アムロ・レイが乗り込み、ザクII 2機を撃破した。これが人類史上初のモビルスーツ同士の実戦といわれている。
サイド7における戦闘でモビルスーツの母艦であるホワイトベースは、正規乗組員（特に幹部乗組員）の大半を失い、士官候補生ブライト・ノアを艦長代理とし、訓練兵や下士官、民間人の協力者を主な構成員として再編成し、攻撃を免れた試作モビルスーツ「ガンダム」「ガンキャノン」「ガンタンク」の3機を積み込み、サイド7の難民多数が同乗した状態でルナツーへ向けて出航する。

#### 北アメリカ大陸、中央アジアでの戦い
ホワイトベースは、その後ルナツーへ寄港し、大気圏を突破して地球へ降下する。
しかし大気圏突入の際、シャア・アズナブルの攻撃によって軌道をずらされ、本来であれば南アメリカ大陸のジャブローに直接降下する予定がジオン軍占領下の北アメリカ大陸東海岸近辺に降下してしまった。人工衛星は戦争中に失われており、ホワイトベース隊は戦前の地図を頼りに航海を続けた。
孤立した状態で何度もジオン軍の攻撃を受けたホワイトベース隊だったが、北アメリカ大陸ではシャア・アズナブルの謀略にも助けられてザビ家の末子ガルマ・ザビを戦死させ、ジオン公国とザビ家に衝撃を与えた。その後直接ジャブローには向かわず、太平洋を渡り中央アジアではガルマの仇討ちとしてホワイトベースを追う「青い巨星」ランバ・ラルと数度にわたって交戦。ガンダムがグフを撃破し、ランバ・ラルを戦死させた。最終的にはアナトリア半島でクラウレ・ハモン率いるラル隊残存部隊を撃滅したが、リュウ・ホセイを失った。
そして、オデッサ作戦直前には、オデッサ近郊で黒い三連星のモビルスーツ部隊を撃破した。

#### オデッサ作戦
ホワイトベース隊がランバ・ラル隊と対峙していた頃、連邦軍は反攻の第一歩としてオデッサ作戦を準備し、マ・クベ指揮下のジオン軍が占領する鉱山地帯の中核オデッサの奪回を図った。レビル将軍は、キシリア・ザビがマ・クベに援軍を送る前にオデッサ作戦を行う決意を固めていた。地球連邦軍は、ヨーロッパ・中東・アフリカ方面の地上・航空戦力を結集してジオン軍の数倍の戦力を用意した。主力は第3軍団で、北方からは第4軍団が進撃を開始する計画だった。劇場版では、連邦軍が8つのルートから侵攻中とマ・クベが発言している。ホワイトベース隊は第102採掘基地（テレビ版18話）、第7と第86ボーキサイト採掘基地を破壊しつつ（テレビ版22話）オデッサに向かったが、度重なる戦闘で損傷と疲労が蓄積し、ついに大破着底。行動不能となり、マチルダ隊から補給を受けざるを得なくなった。
11月6日夜遅く～7日未明にかけてホワイトベース隊は黒い三連星と交戦し、ガンダムがドム（マッシュ機）を撃破した。この報告を受けたレビル将軍は、11月7日午前6時をもってオデッサ作戦の発動を命じる。ジオン軍はエルラン将軍の内応を戦略にいれ、エルラン軍と対峙する部隊の戦力を削っていた。しかしホワイトベース隊の活躍でエルラン中将が逮捕されると、連邦軍はこの部分に戦力を投入して一気に突破を計った。ジオン軍は激しく抵抗したが、圧倒的な物量差の前に後退を続けた。それでも11月8日にはダブデ級陸戦艇の活躍で陸戦型ジム部隊（独立混成第44旅団など）の進撃を食い止めた。
11月9日、連邦軍は再び攻撃を開始した。既存の戦力である61式戦車やフライマンタ、デプロック、ビックトレーなどの持てる戦力を投入しての決戦とされている。のちの設定では陸戦型ジム部隊も参加し、ビッグ・トレーやヘビィ・フォーク級陸上戦艦で編成された陸上抱打撃部隊を投入し、決戦に臨んだ。144高地防衛隊のダブデ2隻が陸戦強襲型ガンタンクの特攻で破壊され、黒い三連星もガンダムとの戦闘で全滅すると、すでに最終防衛線を突破されつつあったジオン軍はついに敗走を始めた。残存部隊は宇宙・東南アジア・アフリカ・キャリフォニアなどへの退却か降伏を余儀なくされるが、この退却の際にマ・クベやユーリ・ケラーネなど一部の司令官は南極条約で禁止された核兵器を使用している。マ・クベが発射した核ミサイルはガンダムに撃墜され、マ・クベはザンジバル級機動巡洋艦で宇宙に脱出した。マ・クベは自分が宇宙へ送った資源を考慮し、「ジオンはあと10年戦える」と豪語して見せた。
敗走するジオン軍の一部は多数のHLVで宇宙に向かったが、軌道上で地球連邦宇宙軍に襲撃され、ボール部隊の攻撃で損害を出した。宇宙では活動できない陸戦型ザクIIが犠牲を覚悟でHLVから出撃し、時間を稼いでいる。ジオン軍艦隊総司令部は軌道周辺の部隊を救援にさしむけ、第603技術試験隊が最初に到着。同部隊で試験中のヅダ小隊がボール部隊やRGM-79 ジム部隊を排除して安全を確保した。
テレビ版・劇場版ともに、ホワイトベース隊と黒い三連星以外のモビルスーツ戦力は映像に一切登場していなかったが、後に制作された『第08MS小隊』では陸戦型ジムが、『機動戦士ガンダム MSイグルー2 重力戦線』では陸戦型ザクIIや陸戦強襲ガンタンクなどが登場し、両軍ともにモビルスーツ戦力を投入したことが公式設定となった。

##### 『機動戦士ガンダム THE ORIGIN』でのオデッサ作戦
『THE ORIGIN』ではオデッサ作戦はジャブロー攻略戦後に行われたとされ、実質的に地球上での最後の決戦として描かれている。なお、総司令官のレビル将軍は緒戦のジオン軍の戦法を見て「宇宙世紀におけるアウステルリッツ、または日本海海戦」と劇中で評している。
本作において、オデッサは単なる鉱山基地ではなく、地球侵攻軍総司令マ・クベ中将が指揮する地上におけるジオン軍の最重要拠点となっていた。
レビル将軍はこの作戦に強い意気込みを示しており、オデッサ作戦発動後、マッドアングラー隊がブリストル湾口で連邦軍艦隊に奇襲攻撃を仕掛け損害を負わせた際の報告も途中で遮り「大陸反攻作戦が大いなる損耗を被ることは覚悟している。重要なのは今ここに我々がヨーロッパに反抗の橋頭堡を築きつつあるということだ」と語った。ジャブローで宇宙戦艦に大改造されたホワイトベースはオデッサ作戦に参加するべく、ベルファスト基地に入港し、レビル将軍と謁見。この時に諜報員107号ミハル・ラトキエがホワイトベースへ潜入に成功し、ミハルからの「ベルファストに大型戦艦入港」の情報を受けたマッドアングラー隊は、ホワイトベースが係留するドックを襲撃したが撃退された。
その頃、中央ヨーロッパと地中海を奪還するため連邦軍水上部隊がジブラルタル海峡に陣取るジオン軍要塞を攻撃したことで前哨戦が開始され、ホワイトベースもジブラルタルでの戦闘に参加するべくベルファストを出港したがビスケー湾でマッドアングラー隊による攻撃を受け、間に合うことはなかった。
結果的にジブラルタルは陥落し、地中海の制海権は完全に連邦のものとなり、レビル将軍の主力部隊もライン川を超えてオデッサへ向けて東進を開始した。シャア・アズナブル大佐は、ガンダムと1体1で決着を付けるべく、表向きは殿として単身専用のザクでジブラルタルに残りスレッガー隊らのジム部隊を襲撃し損害を与えるが、ガンダムとの対決では隙をつかれて敗れる。この際、シャアは「黒海の入り口を突破する気は連邦軍にはない。決着は地上戦でつく」という予想を残し宇宙へ上がっている。
ホワイトベースはコーカサスを超えてオデッサの背後に回り、ジオン軍の退路を断つべく旧トルコ領に入り、ヴァン湖の湖畔でドップ部隊と復讐の念に燃える黒い三連星率いるドム二個中隊に遭遇したが、これらを全て撃破した。それと時をほぼ同じくして、マ・クベ中将のジオン軍主力部隊は前進し、連邦軍主力部隊とほぼ全正面で戦闘状態に入った。この戦いに際して連邦軍は、戦闘に2隻の陸上戦艦「モルトケ」と「バターン」を参加させ「モルトケ」にレビル将軍が座乗しているとの偽情報を流した。ジオン軍はこの「モルトケ」の部隊に対し、航空部隊・MS部隊による大規模な攻撃を敢行、連邦軍もこれを迎え撃ち、激戦となった。
一方でマ・クベは「バターン」にレビルが座乗していることを内通するエルラン中将からの情報により察知しており、「バターン」に対する核攻撃を画策していた。しかし、エルラン中将の裏切りは直前に露見、核ミサイルを搭載した爆撃機はミサイルの発射にこそ成功したが撃墜され、発射された核ミサイルもガンダムにより信管を切断され不発に終わってしまう。その後反転したレビル将軍の本隊による総攻撃でジオン軍は総崩れとなり、制空権を奪取され、もはや敗北は時間の問題となった
マ・クベは速やかに部下に全面撤退を命じ、ギレンより密かに受けていた「万一、我に利あらぬ時は弾道ミサイルで地球の主要都市を殲滅せよ」との命令も「ジオニズムの理想など白磁の名品一個にも値しない」と無視した。そして友軍が脱出するまでの時間を稼ぐため自らギャンに搭乗し、グフの中隊を率いて「抜刀隊」として進撃する連邦軍のMS部隊に対して切り込みをかけ殲滅し「マ・クベの名はギャンと共に記憶されるべきだ」と豪語した。そして部下が脱出したのを確認した後、黒海にギャンごと「入水」、連邦軍水上艦隊を道連れに自爆し壮絶な最期を遂げた。
敗れたジオン勢力が地上から駆逐されたことにより戦局は大きな転換点を迎え、戦場は再び宇宙へ移ったとされる。

#### ジャブロー上陸作戦（ジャブロー攻略作戦）
ホワイトベースは、北アイルランドのベルファストを経由して南米のジャブローへ向かう。
ベルファストでは戦線復帰したシャア・アズナブル大佐率いる潜水艦隊「マッドアングラー隊」が修理中のホワイトベースを襲撃したが、撃退された。だが諜報員107号ミハル・ラトキエを潜入させることに成功する。
ジオン軍は諜報員の報告でホワイトベースの行き先をつきとめ、マッドアングラー隊に尾行させつつ、キャルフォルニアベースへ戦力を集める。そしてホワイトベース入港によりジャブローの正確な位置及び侵入口が明らかになったため、ジオン軍はオデッサ作戦での敗北以降劣勢となっていた地上での軍事バランスを一発逆転すべく、モビルスーツの空挺投入によるジャブロー攻略を決断する。
11月30日、ジオン軍はザクIIやグフ、ドム、ズゴックなど、多数のモビルスーツをガウ攻撃空母から降下させて地上から攻撃する一方、水陸両用モビルスーツからなる工作隊が水中からジャブローの奥に侵入、完成したばかりの地球連邦軍の量産型モビルスーツジムの工場に時限爆弾を設置するものの失敗に終わる。また、ジオンの攻撃軍側もジャブロー側の充実した対空兵器により降下するまでに4割近いモビルスーツを撃墜され、更には大規模なジャブロー地下への侵入口の確保にも失敗した。結局は連邦軍の激しい抵抗を前に戦略的な目標を達成できないままに、投入したモビルスーツ部隊もシャアの駆るズゴックを除く殆どが撃破され、ジオン軍は撤退する。
オデッサ作戦での敗北、続くジャブロー攻略の失敗によって地球上のジオン軍は戦力を大幅に喪失し、地上での劣勢は決定的となった。対する地球連邦軍も、ジオン地上軍が再度ジャブローに攻撃をかけてくることを懸念し、宇宙での反攻作戦を急ぐことになる。そしてビンソン計画により建造していた戦艦群を大量に宇宙へ打ち上げる。宇宙における一大反攻作戦のための戦力である。ジオン軍の特殊兵器ゼーゴックの妨害で数隻が打ち上げ中に撃沈されるも、宇宙への進宙は順調に進んだ。
なお、戦いの経過の詳細については、ジャブローの項が詳しいので参照されたい。

#### ルビコン作戦
OVA『機動戦士ガンダム0080 ポケットの中の戦争』においてジオン軍所属のサイクロプス隊が従事した作戦のコードネーム。
中立サイドであるサイド6の“リボー”コロニーに、極秘のうちに搬入されていた地球連邦軍のニュータイプ専用モビルスーツ（ガンダムNT-1：アレックス）の奪取、もしくは破壊を表向きの目的とした作戦であったが、失敗した場合はコロニーに対して核攻撃を敢行し、コロニーごと破壊するという内容も含んでいた。
この作戦にあたるためサイクロプス隊は12月15日にサイド6・リボーコロニーに潜入、その後特殊工作活動を行ったが作戦は失敗に終わる。以下は作戦行動の一覧。
- 12月14日23：00、サイクロプス隊、月面基地グラナダにてルビコン作戦開始。
- 12月15日早朝、バーナード・ワイズマン、特務艦アグワベルデ（表向きは偽装した小型輸送船）にてコンテナ内に分解したモビルスーツケンプファーをコロニーに搬入。
- 12月16日～17日、コロニー内の貸工場にてケンプファー組み立て作業および、連邦軍基地特定の情報収集を行う。
- 12月19日19：30、サイクロプス隊、連邦兵に変装し、NT1テスト基地へ潜入。
- 12月19日19：40、コロニー内でケンプファー出撃。コロニー駐留軍＆連邦軍モビルスーツ部隊スカーレット隊と交戦、全滅させる。
- 12月19日20：00、ケンプファー、アレックスと交戦。ケンプファー撃破される。潜入した3名のサイクロプス隊員、連邦兵と交戦、バーナード・ワイズマンを除く3名全員が戦死。
- 12月20日、グラナダ基地にルビコン作戦失敗の報が届く。
- 12月22日、ルビコン作戦責任者のキリング中佐、独断でサイド6への核攻撃を決意、反対するルーゲンス司令を殺害。グラナダから核弾頭を搭載したフォン・ヘルシング艦隊が差し向けられる。
- 12月23日、コロニーへの核攻撃を察知したバーナード・ワイズマン、自力でのアレックス破壊を決意、現地の少年アルフレッド・イズルハの協力を得て森林公園内に破棄されていたザクII改を修理。
- 12月25日10：55、フォン・ヘルシング艦隊は連邦艦隊に発見・攻撃され、投降に追い込まれる。
- 12月25日14：00、サイクロプス隊の残兵であるバーナード・ワイズマンがザクII改でアレックスを攻撃。ザクII改大破、アレックス中破。

フォン・ヘルシング艦隊が投降したため、リボーへの核攻撃はなされなかったが、その事実を知る由もなかったサイクロプス隊の残兵バーナード・ワイズマンは単独でアレックスに戦いを挑み（クリスマス作戦）、ガンダムを中破させるも自らのザクも犠牲にして戦死している。この戦闘の影響により、当初第13独立部隊に運搬される予定だったNT専用ガンダムは、星一号作戦の実施に間に合わせることができず、ホワイトベースへの配備は見合わせている。

#### チェンバロ作戦（ソロモン攻略戦）
12月24日、地球連邦軍は、パイロットの練度や個々のMSの性能は低いものの大規模な集団で援護しあうモビルスーツ隊の戦術や、ソーラ・システム等の投入による対宇宙要塞戦術等を複雑に組み合わせて高度にシステム化した上、地球連邦軍の底力とも言える数の力の助けを借りた戦術を駆使し、ホワイトベースを含む第三艦隊を囮に使って本隊の侵攻ルートを隠すという周到な準備の後、ジオン軍の宇宙要塞ソロモンへ侵攻する。
地球連邦軍はこの戦いでソーラ・システムを使用。多数のミラーで巨大な凹面鏡を造り日光を一点に集めるという、太陽炉の原理を応用した原始的なものだったが、ジオン軍は正面の第三艦隊（おとり艦隊）に気をとられてソーラ・システムや主力の第二連合艦隊に気付くのが遅れ、さらにキシリアに対する増援要請を拒否していた。その結果、ソーラ・システムの二度にわたる照射によってソロモンのジオン軍は甚大な被害を受け、ソロモンの司令官ドズル・ザビ中将はソロモンの放棄を決定する。
その後、ドズル・ザビは自らモビルアーマー ビグ・ザムに搭乗し出撃、ソロモンから脱出する艦艇の時間稼ぎのため、地球連邦軍第二連合艦隊を攻撃。艦隊司令官ティアンム中将の乗艦「タイタン」を撃沈するなど猛威を振るうが、WB隊のスレッガー・ロウ中尉の決死の突撃とガンダムの肉薄攻撃によりビグ・ザムは撃破されドズル・ザビも戦死、ソロモンは陥落する。
なお、戦いの経過の詳細については、ソロモンの項が詳しいので参照されたい。

#### ソーラ・レイ照射
地球連邦軍は、ソロモンを占領し「コンペイトウ」と改名、続く星一号作戦に備える。
そして再編成が完了した地球連邦軍は、星一号作戦に参加するレビル将軍率いる主力艦隊を再編した第一大隊をコンペイトウから出撃さた。その後、第二大隊、第三大隊も順次出撃している。この時ジオン軍は連邦艦隊に対して強行偵察を実施、熾烈な対空砲火を受けながらザク2機が艦隊の進路を偵察し「敵艦隊の進路はア・バオア・クーにあり、グラナダに非ず」と報告、これを受けて連邦軍の次の目標がア・バオア・クーであると断定した。
一方、ジオン公国のギレンは、ソロモン陥落頃からサイド3のコロニーの1つ「マハル」の住民を強制疎開させ、コロニーレーザー（直径6kmのコロニーそのものを転用した超巨大レーザー砲）「ソーラ・レイ」に改造し、ソロモン陥落直後の12月25日、公王のデギン・ソド・ザビから、その使用に関する裁可を得た。
ギレンに必ずしも賛成でなかったソーラ・レイ計画に関する書類への裁可の署名を押し切られ、無力な傀儡と化したことを悟ったデギンはギレンの独走を懸念し、和平のため地球連邦軍の遠征部隊の最高指揮官であるレビル将軍と接触を図ろうと独自の動きをする。しかし、このデギンの動きはすでにギレンに筒抜けであった。ギレンは自分の意のままにならず、勝手に和平交渉を進める父を連邦艦隊の主力共々抹殺することを決意した。
12月30日21時5分、レビル将軍直属の艦隊とデギンの乗艦「グレート・デギン」が接触したとき、ジオン軍のソーラ・レイがギレンの命令によりレビル将軍の第一大隊に（というよりグレート・デギンに）向けて発射され、レビル将軍とともにデギン公王も死亡した。ギレンにとって、自身の傀儡であることを良しとしない父デギンはもはや有害無益な存在だった。しかし、この行動が後にギレンにとって自分の身を滅ぼす原因にもなった。
これによりレビル将軍とデギン公王は死亡、地球連邦軍は戦わずして全艦隊の約30%を総司令官と共に失い、また要塞攻略の切り札であるソーラ・システムを搭載していた輸送艦も同時に消滅してしまう。

#### 星一号作戦（ア・バオア・クー攻略戦）
星一号作戦(ほしいちごうさくせん)は宇宙要塞ア・バオア・クーの攻略作戦である。なお、ア・バオア・クーが攻略目標であることは作戦開始前まで伏せられており、連邦軍がア・バオア・クーに向かっている事をジオン側が知ったのは、コンペイトウを発進する連邦艦隊への強行偵察が行われた時だった。
12月31日、ソーラ・レイによる壊滅的打撃を受けて一時混乱状態に陥った地球連邦軍第一大隊であったが、地球連邦軍艦隊上層部はマゼラン級戦艦ルザルを旗艦として遅れて到着したホワイトベースを編入するなど残存部隊の再編成を行い、被害を受けていない第二・第三大隊と共にア・バオア・クー攻略を強行した。
ア・バオア・クーは、月面基地のグラナダとともにジオン本国防衛の最後の拠点であることから、ギレン・ザビは妹キシリア・ザビと共にここで直接指揮を執り、この戦闘は両者の総力戦となった。
ジオン軍は、新型のゲルググやドロス艦隊を戦力として集中的に投入、ギレンによる的確な采配で連邦軍の攻撃を退け、勝利の兆しが見えたとする余裕すらギレンには見られた。しかし、戦闘の最中にキシリアが父殺しの罪を理由にギレンを射殺、文字通り「後釜に座って」司令席に着いた。このことは指揮系統の混乱を引き起こし、ジオン軍の防戦に一瞬隙を作ることになった。
地球連邦軍は激戦の中、ギレン殺害に伴うジオン軍指揮系統の混乱に乗じてジオン軍における防衛の要である2隻のドロス級大型空母（ドロス、ドロワ）を撃沈し、さらにSフィールドの別働隊もガンダムの勇戦もあってア・バオア・クー内部に侵入、ジオン軍は勝利の兆しどころか敗色が濃厚となった。
ザビ家最後の指揮官であったキシリアも脱出準備中にシャア（キャスバル・レム・ダイクン）により暗殺（公式記録では乗艦の撃沈による戦死）される。これによりザビ家は事実上滅亡、ジオン軍も壊滅状態となった。一方の地球連邦軍も、主戦力のほとんどをこの戦いで使い果たしてしまう。ホワイトベースとその搭載MS隊もア・バオア・クーに不時着の末撃沈されるが、乗組員たちはかろうじて脱出に成功した。
なお、戦いの経過の詳細については、ア・バオア・クーの項が詳しいので参照されたい。

#### 終戦
12月31日18時、新たに成立したジオン共和国臨時政府は地球連邦政府に対して終戦協定締結を申し入れた。地球連邦政府はこれを認め、0080年1月1日に終戦協定が結ばれた。この終戦協定は月のグラナダで調印されたことから「グラナダ条約」と呼ばれた。

##### グラナダ条約
一年戦争の終戦協定であるグラナダ条約の概要は次の通りである。
- 地球連邦によるジオン共和国の自治権の承認
- 地球連邦、ジオン共和国双方の戦争責任の免責

一年戦争の戦争責任はザビ家にあったとすることで、ジオン共和国に対する賠償請求権等を放棄している。ただし、旧ジオン公国軍の戦争犯罪人については免責の対象外とされた。
- ジオン共和国軍の軍備制限

連邦軍によるジオン軍のモビルスーツやその製造施設、Iフィールドバリアーやサイコミュなどの軍事技術の接収が行われたことにより、戦後の連邦軍のMS開発は飛躍的に進歩している。
- 連邦政府または査察機関によるジオン共和国軍への定期的査察
- 特定兵器の使用禁止[90]

## 戦後処理とその後の影響

### 地球連邦政府の腐敗と内乱
ジオン共和国に対する戦争責任の追及は、終戦処理の過程で地球連邦政府の懐柔という形でうやむやにされ、責任は旧公国、すなわちその指導者だったザビ家一党にあると見なされた。その責任を負うべきザビ家（の直接的戦争加担者）が全員死亡しているため、戦争責任は発生しないというのが地球連邦政府の方便であった。
地球連邦軍では戦時中、最も活躍したホワイトベース隊を英雄に祭り上げ、戦争のプロパガンダとして最大限に利用し、「独裁専制のジオン公国をうち破った解放者」としての軍隊を宣伝する。
しかし、一年戦争後の地球連邦政府の前途は難問が山積みであった。開戦前110億人だった人口は55億人に減少し、地球はコロニー落下の影響により異常気象に見舞われ、農業が奮わず食糧自給率が低下。ほとんどの若年層は兵士に徴用されて（年少兵も多かった）労働力も激減し、銃後の老人や子供の死亡率もけっして少なくなかった。加えて地球連邦政府及び軍の上層部でも、レビル将軍ら有能な人材が戦場で数多く失われたのに対して、レビルが「ジャブローのモグラ共」と評していた腐敗した高級官僚や上級将校は生き残って再び自らの権益の確保に腐心したことから、行政、治安は悪化の一途を辿った。
高まる民衆の不満の矛先をかわすため、地球連邦政府は旧ジオン国民を始めとするスペースノイドに対する憎悪と差別を煽って彼らへの弾圧を強め、遂には一部のアースノイド至上主義者により結成された特務部隊ティターンズによるスペースノイド虐殺事件・30バンチ事件が発生するまでに至る。そういった状況に対してスペースノイド出身者を中心に反体制の動きが強まり、エゥーゴ（反地球連邦運動組織）の誕生に至ることになる。
そしてUC0087年、エゥーゴとティターンズの間で次の戦争が始まる。

### 宇宙におけるジオン残党の暗躍
宇宙ではジオン本国のサイド3、中立施策によって戦火を免れたサイド6、不可侵とされていた月の各都市以外は壊滅的な打撃を受けた。こうした諸問題に対し地球連邦政府が取った政策は再び強権的とも言える各スペースコロニーへの支配力強化と搾取であった。戦争は終結したものの、後の戦乱の火種はすでに生まれていた。
また、ジオン軍の多くは拠点を失い地球連邦軍に投降したが、ア・バオア・クー攻防戦参加部隊、グラナダやサイド3の駐在部隊の中には、投降を良しとせず逃亡し、戦力を維持したまま潜伏する者達も数多く存在した。また、地球上で終戦を迎え、投降を良しとしなかった者（デザート・ロンメルなど）は、そのままアフリカなどでゲリラ化した。
残存艦隊の一つデラーズ・フリートは、宇宙の暗礁宙域（戦争により壊滅したサイドのあった宙域）で戦力を保持したまま潜伏する。シャアをはじめとするグループは小惑星帯の宇宙要塞アクシズにドズルの娘ミネバ・ラオ・ザビを伴って逃亡し、それぞれ捲土重来の機会を窺うことになった。
地球連邦軍は一年戦争で疲弊し、こうした地球連邦政府にとっての非合法武装組織の掃討を徹底できなかったため、宇宙世紀0083年のデラーズ・フリートの蜂起（デラーズ紛争）や、0088年のハマーン戦争（第一次ネオ・ジオン抗争）、0093年のシャアの反乱（第二次ネオ・ジオン抗争）など、ジオン派の武装勢力による争乱はその後も繰り返されることになった。そして、ミノフスキー物理学時代の主力兵器としての地位を確立したモビルスーツも、それらの戦乱を通じて活躍し、進化を遂げていった。

### 戦後の人口回復
前述の通り、一年戦争で全人類110億人のうち55億人が死亡したとされているが、10年で元の数（約110億人）に戻ったことが、『機動戦士ガンダム 逆襲のシャア』で明らかになっている。
一年戦争で約50億～60億人まで減少した総人口が10年程度、最長でも14年（『逆襲のシャア』は0093年）で50億人以上の人口増加は、年平均5億人以上、年間人口増加率10%の純増が必要である。これは現実の地球全体の人口増加率（現在約0.8～1%）を遥かに超えた数値であり、世界的な人口爆発が懸念された20世紀ですら10億人増加に要した年数は最短で11年、1年当たり1億人未満の人口増加でしかなく、現実的にはほぼ不可能である。
連邦もジオン公国も過剰に増加した人口と、それに伴う地球の環境汚染を問題視しており、戦後に連邦政府やジオン共和国が積極的な人口（出生）増加政策を採るなど有り得ない。
実際の出生による人口増加ではなく、戦時中の混乱で死亡扱いになっていた流民や難民が、戦後の10年間で戸籍に復帰したと考えれば、クェス・パラヤの「10年で人口が元に戻った」というセリフに矛盾は無くなる。

### 大量破壊兵器の復活
戦時中に定められた南極条約は、ジオン公国と地球連邦政府の間で締結された条約であるものの一年戦争後も有効性は保たれた。しかし疲弊した軍の立て直しと組織の権威付けを急ぐ連邦軍はこれをあえて無視、連邦の優位性を確立するためにはやむなしとの判断により、戦術核兵器運用モビルスーツの開発に着手した。しかしその試作機であるガンダム試作2号機は、0083年にジオン残党であるデラーズ・フリートに奪取され、エギーユ・デラーズはこれを「南極条約違反」として非難する。（厳密には核兵器及びそれを運用する兵器の保有・開発は禁止されていないという説もあるが、試作2号機及びその核弾頭は運用前提であることから違反となる）。また、そのガンダムにより、コンペイトウ（旧ソロモン）において観艦式挙行中の連邦軍宇宙艦隊に対して核攻撃が行われた。また直後にデラーズ・フリートは月およびジャブローを狙ったと見せかけたコロニー落とし作戦も実行、連邦軍の切り札であるソーラ・システムIIの照射も空しく破壊に失敗し、北米の穀倉地帯に甚大な被害を与えている。
そして、この事件を機に設立された連邦軍の特務部隊ティターンズは、反地球連邦デモを起こしたコロニーの住民を猛毒のG3ガスにより虐殺し（30バンチ事件）、0087年のグリプス戦役では、エゥーゴのジャブロー侵攻を察知し、事前に空き家同然にしたうえでそこに降下してきたエゥーゴのMS部隊の殲滅のために、居合わせた味方ごと核爆弾で消滅させようと謀った。また、同戦役ではティターンズが月面都市グラナダに（エゥーゴの防衛により進路が逸れ失敗）、0088年の第一次ネオ・ジオン抗争では（ハマーン・カーン率いる）ネオ・ジオンがコロニー落としを行っている。更に0093年第二次ネオ・ジオン抗争では、（シャア・アズナブル率いる）ネオ・ジオンが小惑星5thルナを連邦軍本部があるチベットのラサに落下させ、さらにルナツー基地に保管の核弾頭を奪取し、無人戦艦に搭載。小惑星アクシズごと地球に落とし核の冬を起こさせる作戦を敢行し、対する地球連邦軍ロンド・ベルもアクシズ破壊のために核ミサイルを使用している。もはや南極条約を遵守しようという姿勢は全く見られない状況となった。
0120年以降、条約には当てはまらない大質量兵器が開発され実戦にも使われた。クロスボーン・バンガードは自律型人類殺戮兵器バグを、ザンスカール帝国はモトラッド艦隊のタイヤ艦や大型サイコミュ兵器エンジェル・ハイロゥを開発・実用した。
なお南極条約は0133年にも確認され、木星帝国は連邦軍の地球支配を解放するという目的で大量の核爆弾で地球を焦土にする作戦を実行した。また、木星帝国はこれ以外にも、木星からコロニーレーザーを照射して地球を焦土と化す作戦を実行した。